# Chiesa di San Martino Vescovo (Cecima)
La chiesa di San Martino Vescovo è la parrocchiale di Cecima, in provincia di Pavia e diocesi di Tortona; fa parte del vicariato di Varzi.

## Storia
A Cecima fu edificata la chiesa nell'XI secolo che nel Trecento assunse il titolo di prepositurale e venne distrutta nel XV secolo da una frana. La parrocchiale venne ricostruita tra il 1460 e il 1479 a tre navate su impulso del vescovo di Pavia Giacomo Ammannati Piccolomini.
In un documento del 1523 si legge che la parrocchia di Cecima dipendeva dalla pieve di San Ponzo. Dalla relazione della visita pastorale del vescovo Paolo Arese del 1639 si apprende che il numero dei fedeli era pari a 130 anime e che la parrocchia contava su un reddito annuo di 100 ducati. In documenti del 1673 risulta che nella chiesa avevano sede le compagnie del Santissimo Sacramento, del Santissimo Rosario e della Dottrina Cristiana.
Nel 1820 i parrocchiani erano saliti a 520 e nella chiesa avevano sede la confraternita dei Disciplinati e le compagnie del Santissimo Sacramento e del Suffragio. Nel 1843 la chiesa venne aggregata al vicariato di Pizzocorno, mentre nel 1898 risultava appartenente al vicariato di Bagnaria. Nel 1924 l'edificio fu chiuso in quanto pericolante e nel 1937 iniziarono i lavori di ristrutturazione, portati a termine nel 1949. Per un breve periodo nella seconda metà del Novecento la chiesa fece parte del vicariato di Godiasco, poi venne compresa in quello di Varzi.

## Descrizione

### Esterni
La facciata a salienti in pietra arenaria presenta lungo gli spioventi decorazioni in cotto ed è caratterizzata da un piccolo rosone e da due finestrelle.

### Interni
L'interno è a tre navate e il presbiterio, rialzato di alcuni gradini rispetto alle navate, è chiuso dell'abside semicircolare in cui trova posto il coro ligneo.